# أندرياس إندرسن
أندرياس إندرسن هو قاضي نرويجي، ولد في 1908، وتوفي في 1985.